# 万塞讷门站
万塞讷门站（法語：Porte de Vincennes）是法国巴黎地铁1号线的一个车站，位于巴黎十二区與二十區邊界，于1900年7月19日启用。
本站是1號線於1900年通車時的終點站，直到1934年1號線東延段完成為止。本站位於舊巴黎市城牆梯也爾城牆的万塞讷门旁，城牆拆除後改建巴黎環城大道（Boulevard Périphérique）。

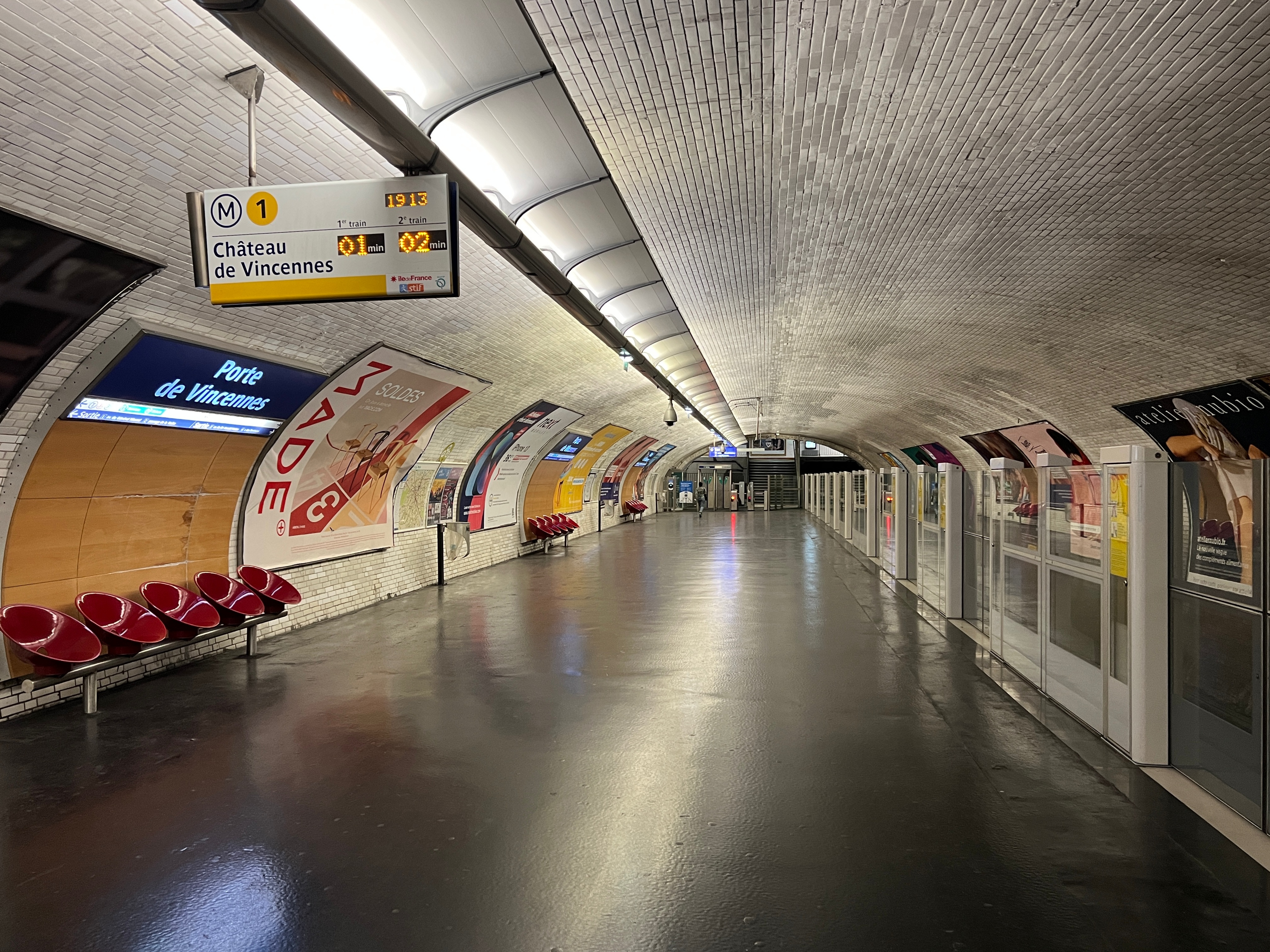
月台 (2022年6月)

## 車站結構
| G        | 街道                             | 出入口                           |
| M        | 夾層                             | 連接層，往RER通道，往出入口      |
| P 月台層 | 設有月台幕門的側式月台，右側開門 | 設有月台幕門的側式月台，右側開門 |
| P 月台層 | 西行                             | 往拉德芳斯（民族廣場）           |
| P 月台層 | 東行                             | 往万塞讷城堡（聖芒代）           |
| P 月台層 | 設有月台幕門的側式月台，右側開門 |                                  |